# Schima sericans
Schima sericans là một loài thực vật có hoa trong họ Theaceae. Loài này được (Hand.-Mazz.) T.L. Ming miêu tả khoa học đầu tiên năm 1997.